# Hanschaliwka
Hanschaliwka (ukrainisch Ганжалівка; russisch Ганжаловка Ganschalowka) ist ein Dorf in der ukrainischen Oblast Tscherkassy mit etwa 200 Einwohnern (2001).
Das Dorf liegt westlich vom Ufer des Hnylyj Tikytsch 3 km nördlich vom ehemaligen Gemeindezentrum Smiltschynzi, 7 km südlich vom ehemaligen Rajonzentrum Lyssjanka und 115 km westlich vom Oblastzentrum Tscherkassy.
Im Osten vom Dorf verläuft die Regionalstraße P–04 von Lysjanka im Norden nach Swenyhorodka im Süden.
Am 12. Juni 2020 wurde das Dorf ein Teil der neugegründeten Siedlungsgemeinde Lyssjanka, bis dahin war es Teil der die gleichnamige Landratsgemeinde Smiltschynzi (Смільчинецька сільська рада/Smiltschynezka silska rada) im Süden des Rajons Lyssjanka.
Am 17. Juli 2020 kam es im Zuge einer großen Rajonsreform zum Anschluss des Rajonsgebietes an den Rajon Swenyhorodka.

## Söhne und Töchter der Ortschaft
- Wassyl Schkljar (* 1951), ukrainischer Schriftsteller